# Ordre de Bataille amerykańskiej dywizji piechoty w 1943
W 1943 Armia Stanów Zjednoczonych przeprowadziła reorganizację która objęła Ordre de Bataille jednostek wojskowych prawie każdego szczebla.  Większość zmian polegała na redukcji wszystkich „niebojowych” oddziałów i w porównaniu z wcześniejszą organizacją amerykańskiej dywizji piechoty, stan osobowy został zmniejszony o ponad 1200 żołnierzy, zachowano przy tym trójkowy układ dywizji - trzy jednostki niższego szczebla składały się na jedną jednostkę bezpośrednio wyższego szczebla.

## Ordre de Bataille

### Piechota

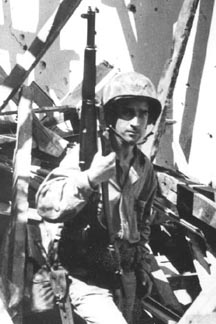
Żołnierz z karabinem Garand

Podstawową jednostką organizacyjną był squad (drużyna) składający się z 12 żołnierzy uzbrojonych w 10 karabinów samopowtarzalnych Garand, jeden karabin Springfield M1903 oraz ręczny karabin maszynowy BAR.
Trzy oddziały składały się na jeden platoon (pluton).
Trzy plutony strzeleckie i jeden weapons platoon (pluton broni ciężkiej) składały się na rifle company (kompanię strzelecką).  87-osobowy weapons platoon wyposażony był w 3 moździerze M2 60 mm, 3 pancerzownice Bazooka, 1 najcięższy karabin maszynowy M2 12,7 mm oraz trzy karabiny maszynowe 7,62 mm M1919.  Łącznie kompania liczyła 193 żołnierzy.
Trzy kompanie strzeleckie, jedna heavy weapons company (kompania broni ciężkiej) i company HQ (kompania sztabowa) składały się na jeden infantry battalion (batalion piechoty).  Dowództwo kompanii liczyło 126 osób, w jej skład wchodził także pluton przeciwpancerny wyposażony w trzy armaty przeciwpancerne 57 mm, a skład kompanii ciężkiej stanowiło 166 żołnierzy uzbrojonych w sześć moździerzy M1 81 mm, 8 ciężkich karabinów maszynowych 7,62 mm, 3 najcięższe karabiny maszynowe 12,7 mm i 7 pancerzownic.  Łącznie batalion piechoty liczył 871 żołnierzy.
Następną jednostką organizacyjną był infantry regiment (pułk piechoty) w skład którego wchodziły trzy bataliony piechoty, jedna kompania służb (service company - 114 osób), kompania przeciwpancerna (anti tank company - 165 osób), kompania dział piechoty (cannon company - 118 żołnierzy) oraz kompania sztabowa (HQ company - 108 osób).  Kompania przeciwpancerna wyposażona była w 12 armat przeciwpancernych i w jej skład wchodził także pluton minerski (mine laying platoon).  Kompania dział piechoty była uzbrojona w sześć haubic M101 105 mm.  Łącznie pułk liczył 3118 żołnierzy i oficerów.
W skład dywizji wchodziły trzy pułki piechoty i kompania sztabowa (108 osób) - łącznie 9354 żołnierzy i oficerów.

### Artyleria
Do dywizji piechoty należał organicznie jeden pułk artylerii składający się z:
- trzech dywizjonów artylerii lekkiej, każdy po trzy baterie wyposażone w cztery haubice 105 mm,
- jednego dywizjonu artylerii średniej składającego się z trzech baterii haubic 155 mm (po cztery haubice w baterii).

Łącznie pułk artylerii liczył 2160 żołnierzy i oficerów.

### Jednostki dodatkowe

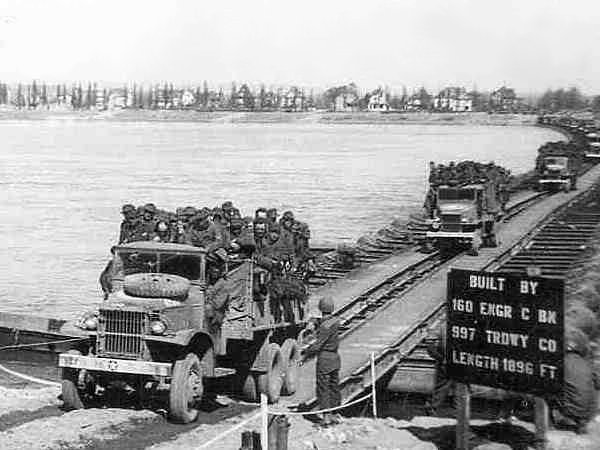
Ciężarówki CCKW

W skład dywizji piechoty wchodziły także:
- orkiestra dywizyjna (58 osób)
- 2 kompanie łączności (226 osób każda)
- szwadron rozpoznawczy (155 osób)
- batalion saperów (647 osób)
- kompania kwatermistrzowska (193 osoby, 38 ciężarówek CCKW)
- kompania remontowa (147 osób)
- pluton żandarmerii Military Police (73)

Łącznie, wraz ze sztabem dywizji, oficerami łącznikowymi, kapelanami i personelem pomocniczym, dywizja liczyła 14253 żołnierzy i oficerów.
Do dywizji mogły zostać przydzielone:
- dywizjon artylerii polowej (najczęściej 12 haubic 155 mm)
- dywizjon artylerii przeciwlotniczej (40 armat 40 mm lub znacznie rzadziej 16 armat 90 mm)
- batalion pancerny (czołgi M4 Sherman)
- batalion moździerzy (początkowo 48 moździerzy 107 mm, później 36; zwykle każdy pułk dostawał kompanię liczącą 12 z nich)
- batalion niszczycieli czołgów (36 armat ciągnionych 76,2 mm lub 36 samobieżnych niszczycieli czołgów M10/M18/M36; do końca wojny wszystkie bataliony przezbrojono w pojazdy samobieżne)
- pułk kawalerii pancernej (silny oddział rozpoznawczy)

## Porównanie z dywizjami niemieckimi
|                                      | Dywizja amerykańska | Niemiecka dywizja piechoty | Niemiecka dywizja grenadierów ludowych |
| ------------------------------------ | ------------------- | -------------------------- | -------------------------------------- |
| Żołnierze i oficerowie               | 14253               | 12352                      | 10072                                  |
| Karabiny i karabinki                 | 11722               | 9069                       | 6504                                   |
| Pistolety maszynowe                  | 90                  | 1503                       | 2064                                   |
| Karabiny maszynowe (7,62 mm)         | 157                 | 656                        | 423                                    |
| Ręczne karabiny maszynowe (BAR)      | 243                 | -                          | -                                      |
| Moździerze 60 mm                     | 90                  | -                          | -                                      |
| Moździerze 81 mm                     | 54                  | 48                         | 42                                     |
| Moździerze 120 mm                    | -                   | 28                         | 24                                     |
| Pancerzownice                        | 557                 | 108                        | 216                                    |
| Karabiny maszynowe 12,7 mm           | 236                 | -                          | -                                      |
| Armaty przeciwlotnicze 20 mm i 37 mm | -                   | 12                         | 9                                      |
| Holowane armaty przeciwpancerne      | 57 (57 mm)          | 21 (50 mm i 75 mm)         | 9 (50 mm i 75 mm)                      |
| Samobieżne armaty przeciwpancerne    | -                   | 14                         | 14                                     |
| Haubice 75 mm                        | -                   | 18                         | 38                                     |
| Haubice 105 mm                       | 54                  | 36                         | 24                                     |
| Armaty polowe 105 mm                 | -                   | 4                          | 4                                      |
| Ciężkie haubice                      | 12 (155 mm)         | 8 (150 mm)                 | 8 (150 mm)                             |

Amerykańska dywizja piechoty miała na wyposażeniu 2012 pojazdów różnego typu.